# Nhà thờ Chúa Ba Ngôi ở Košice
Nhà thờ Chúa Ba Ngôi ở Košice (tiếng Slovakia: Kostol Najsvätejšej Trojice v Košice), còn được gọi là Nhà thờ Premonstratensian, là một nhà thờ được xây dựng theo phong cách kiến trúc Baroque, tọa lạc trên phố Hlavná trong khu Phố cổ của thành phố Košice, Slovakia. Vào ngày 16 tháng 10 năm 1963, nhà thờ này được ghi danh vào Danh sách Di tích Trung ương theo quyết định của Bộ Văn hóa Cộng hòa Slovakia. Nhà thờ Chúa Ba Ngôi là tòa nhà được xây theo trường phái kiến trúc Baroque giá trị nhất ở Košice. Trước khi được sử dụng làm nhà thờ, tòa nhà này được dùng làm trụ sở của phòng hoàng gia. Hiện tại, nhà thờ là một địa điểm du lịch thu hút nhiều du khách và người dân địa phương.

## Lịch sử
Sau khi phòng hoàng gia được chuyển đến một tòa nhà mới xây ở một khu vực khác của Košice, tòa nhà được vợ của George II mua lại, phá bỏ và xây dựng lại thành một nhà thờ cho các tu sĩ Dòng Tên. Nhà thờ thuộc sở hữu của Dòng Tên từ năm 1671, sau đó trở thành tài sản của Dòng Premonstratensian từ năm 1811. Giám mục B. Kisdy từng thành lập trường đại học đầu tiên ở Košice tại nhà thờ, đó cũng là trường đại học thứ hai trên toàn quốc. Sau khi trường đại học giải thể, tòa nhà hiện thuộc quyền quản lý của văn phòng giáo xứ.